# Emmaglaeus nosodermoides
Emmaglaeus nosodermoides is een keversoort uit de familie knotshoutkevers (Bothrideridae). De wetenschappelijke naam van de soort werd in 1849 gepubliceerd door Léon Marc Herminie Fairmaire.